# Rozanne L. Ridgway

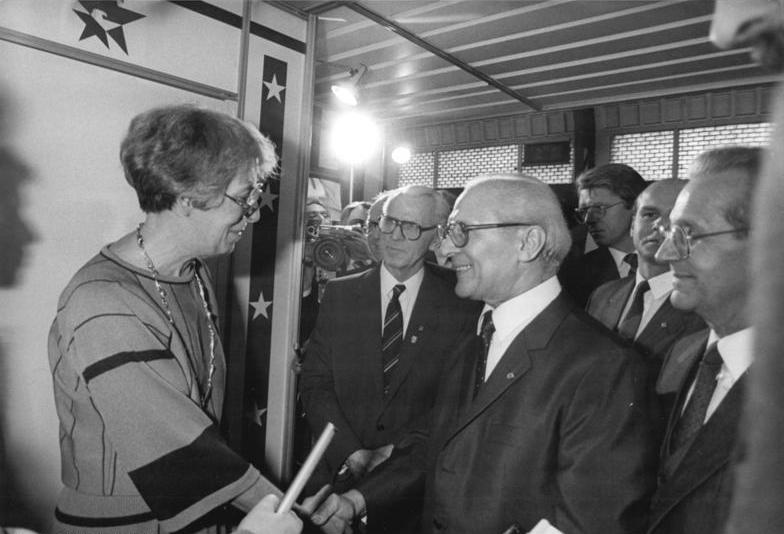
Rozanne Ridgway als Botschafterin in der DDR mit Willi Stoph, Erich Honecker und Gerhard Beil (v. l. n. r.) bei der Leipziger Frühjahrsmesse 1985

Rozanne Lejeanne Ridgway (* 22. August 1935 in Saint Paul, Minnesota) ist eine ehemalige US-amerikanische Diplomatin und Wirtschaftsmanagerin, die unter anderem von 1977 bis 1980 Botschafterin in Finnland, zwischen 1980 und 1981 Counselor of the United States Department of State, von 1983 und 1985 Botschafterin in der DDR sowie zuletzt zwischen 1985 und 1989 Assistant Secretary of State for European and Canadian Affairs war.

## Leben

### Diplomatische Laufbahn
Rozanne L. Ridgway absolvierte nach dem Schulbesuch ein grundständiges Studium an der Hamline University, das sie 1957 summa cum laude mit einem Bachelor of Arts (B.A. History) ab. Im Anschluss trat sie in den auswärtigen Dienst (Foreign Service) ein und war zunächst von 1957 bis 1959 als Informationsspezialistin im Referat für Nachrichtenwesen und Forschung des Außenministeriums in Washington, D.C., ehe sie zwischen 1959 und 1962 Personalsachbearbeiterin der Botschaft auf den Philippinen war. Anschließend war sie von 1962 bis 1964 Visa-Sachbearbeiterin am Generalkonsulat in Palermo und nach ihrer Rückkehr zwischen 1964 und 1967 Referent für internationale Beziehungen im Europa-Referat des Außenministeriums.
Danach war Rozanne L. Ridgway zwischen 1967 und 1970 Politische Referentin an der Botschaft in Norwegen sowie von 1970 bis 1972 Referentin für Ecuador im Außenministerium, ehe sie dort zwischen 1972 und 1973 stellvertretender Leiterin für politische Planung im Interamerikanischen Referat war. Im Anschluss fungierte von 1973 bis 1975 als Ständige Vertreterin des Botschafters auf den Bahamas sowie zwischen 1975 und 1977 als stellvertretende Leiterin des Referats für Meeres- und Fischereiangelegenheiten im Außenministerium.
Als Nachfolgerin von Mark Evans Austad wurde Rozanne L. Ridgway am 5. August 1977 Botschafterin in Finnland und bekleidete diesen Posten bis zum 20. Februar 1980, woraufhin am 11. April 1980 James Goodby ihre Nachfolge antrat. Sie selbst wurde als Nachfolgerin von Matthew Nimetz als Beraterin des Außenministeriums (Counselor of the Department of State), verblieb bis zum 24. Februar 1981 in dieser Funktion und wurde am 28. Februar 1981 durch Robert „Bud“ McFarlane abgelöst.

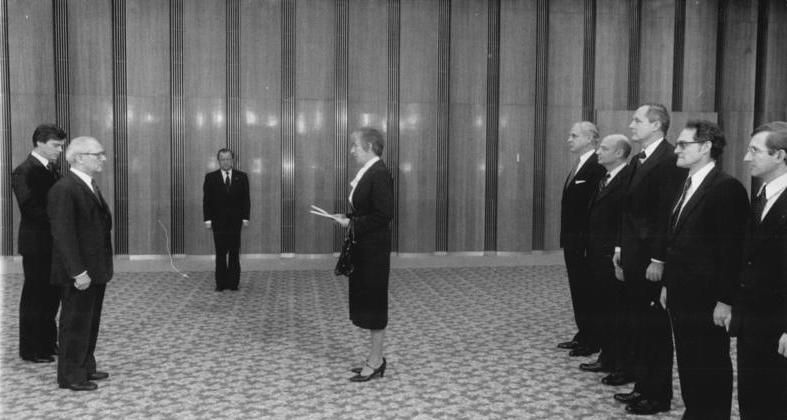
Empfang Ridgways durch Erich Honecker im Staatsratsgebäude, 1983

Am 26. Januar 1983 löste Rozanne L. Ridgway Nachfolgerin von Herbert Stuart Okun Botschafterin in der DDR ab und übte dieses Amt bis zum 13. Juli 1985 aus. Nachfolger wurde anschließend am 16. September 1985 Francis J. Meehan. Zuletzt wurde sie am 19. Juli 1985 als Nachfolgerin von Richard Burt Leiterin des Referats für Europa und Kanada im Außenministerium (Assistant Secretary of State for European and Canadian Affairs). In dieser Funktion verblieb sie bis zum 30. Juni 1989 und wurde dann am 8. August 1989 durch Raymond G. H. Seitz abgelöst.

### Wirtschaftsmanagerin
Nach ihrem Ausscheiden aus dem diplomatischen Dienst wechselte Rozanne L. Ridgway in die Wirtschaft und war in der Folgezeit Managerin in zahlreichen Unternehmen. Sie ist seit 1989 Vorstandsmitglied des Technologieunternehmens 3M, seit 1990 des Chemiekonzerns Union Carbide, seit 1992 des Konsumgüter- und Nahrungsmittelherstellers Sara Lee, seit 1995 des Mischkonzerns Emerson Electric Company sowie seit 2002 des Personaldienstleisters ManpowerGroup. Daneben war sie zwischen 1992 und 2010 Mitglied des Vorstands des Flugzeugbauunternehmens Boeing.
Des Weiteren engagierte sie sich zwischen 1989 und 1993 als Präsidentin und anschließend von 1993 bis 1996 als Co-Vorsitzende der Denkfabrik Atlantic Council. Für ihre Leistungen wurde sie 1998 durch die Aufnahme in die National Women’s Hall of Fame gewürdigt.